# Гатчинское шоссе (Красное Село)
Га́тчинское шоссе — улица в Красносельском районе Санкт-Петербурга (г. Красное Село). Проходит от пересечения Кингисеппского шоссе и проспекта Ленина за Красногородскую улицу. За чертой города переходит в автодорогу Н96 Красное Село — Гатчина — Павловск.
Николай I в 1844 году приказал создать ряд шоссе, ведущих в сторону лагеря в Красном Селе, в том числе «от Гатчино».
До 1859 года, пока не была сделана деревянная труба длиной 150 сажен с колодцем, весной шоссе постоянно затапливалось. В районе деревни Вилози вода достигала в высоту более сажени и стояла так до полного оттаивания грунта.

## Здания и сооружения
Улица застроена в основном многоэтажными кирпичными и кирпично-монолитными жилыми домами. У пересечения с Кингисеппским шоссе расположен сквер с памятником А. Ф. Можайскому.

## Транспорт
- Автобусы: 144, 145, 147, 149, 245, 477, 546, 636.
- Маршрутные такси: 631.
- Железнодорожный вокзал: Красное Село (1540 м)

## Пересекает следующие улицы
- Красногородская улица